# 遂城镇 (遂溪县)
遂城街道，是中华人民共和国广东省湛江市遂溪县下辖的一个乡镇级行政单位。

## 行政区划
遂城镇下辖以下地区：
城内社区、城东社区、建设社区、东圩社区、中山社区、农林社区、火车站社区、府前社区、南门圩社区、南门田社区、湛川社区、城西社区、城南社区、新糖社区、附城村、城北村、榄罗村、铺塘村、豆村、牛圩村、马安村、横岭村、白水村、头铺村、分界村、信岭村、礼村、陈村、湾州村、四九村、官湖村、大岭村、西溪村、边塘村、牛路村、蒲岭村、向阳村、仙凤村、风朗村、大家村、内塘村、沙坡村、沙泥村、老村、边岭村和遂溪林场生活区。